# Quelimane
Quelimane é a capital e a maior cidade da província da Zambézia, em Moçambique. Está localizada no rio dos Bons Sinais, a cerca de 20 km do Oceano Índico; por essa razão, a cidade conta com um porto, que é uma das suas principais actividades económicas, centro de uma importante indústria pesqueira.
A cidade de Quelimane é administrativamente um município com um governo local eleito e também um distrito, que administra as competências do governo central. Numa área de 117 km², a cidade tinha 150 116 habitantes em 1997. A população tinha ascendido a 185.000 habitantes em 2003, e o censo de 2007 registou 193.343 habitantes.

## História
Era um importante centro comercial suaíle quando em 1498 ali chegaram os portugueses, mais especificamente Vasco da Gama na sua primeira viagem à Índia, mas a presença portuguesa permanente só foi registada a partir de 1544. Foi elevada a vila e sede de concelho em 1763 e a cidade a 21 de Agosto de 1942.

## Política e governo

### Geminações
Quelimane encontra-se irmanada com Setúbal, desde 2005, e com a comuna de Le Port, no departamento francês de Reunião, desde 2003.

## Infraestrutura

### Transportes
Quelimane está interligada ao território moçambicano por uma extensa rede de transportes, sendo que suas mais requisitadas vias de acesso são as rodoviárias, por intermédio da rodovia N10, de ligação com Nicoadala, ao noroeste; da rodovia N320, de ligação com Chinde, ao sul, e a praia de Zalala, ao norte, e; da rodovia R1119, de ligação com Mendozo e Magromane, no litoral.
Anteriormente a sede municipal era ligada a Mocuba pelo Caminho de Ferro Transzambeziano, que utilizava o importante porto de Quelimane para escoamento de produtos agrícolas e semi-beneficiados. O tráfego no caminho de ferro está suspenso por falta de manutenção.
A cidade ainda conta com um aeródromo de voos domésticos, o aeroporto de Quelimane.

### Educação
A cidade de Quelimane sedia a Universidade Licungo (UniLicungo), uma das instituições de ensino superior públicas do país. Também na cidade existe um campus da tradicional Universidade Eduardo Mondlane, onde funciona a Escola Superior de Ciências Marinhas e Costeiras, e um campus do Instituto Superior de Ciências de Saúde.